# Gene Greene
Eugene Delbert "Gene" Greene, född den 9 juni 1881 i Aurora, Illinois, död den 5 april 1930 i New York, var en amerikansk sångare och kompositör. Han var känd som The Ragtime King.
Greene började sin artistkarriär i Chicago där han uppträdde i vaudeville tillsammans med sin blivande hustru Blanche Werner som duon "Greene & Werner". Från 1909 uppträdde Greene främst som soloartist och 1912–1914 gjorde han turnéer till England och Australien tillsammans med sin ackompanjatör, pianisten (och blivande orkesterledaren) Charley Straight. Tillsammans med Straight komponerade Greene själv många av de sånger han framträdde med.
Greene gjorde ett stort antal skivinspelningar både i USA och England åren 1910-1918. Av dessa har främst de totalt fem olika inspelningarna av King Of The Bungaloos gjorda mellan 1911 och 1917 gått till historien såsom rymmande de tidigaste dokumenterade exemplen på scatsång.
Efter första världskriget dalade Greenes popularitet som artist, och han öppnade i stället en restaurang i Grand Rapids, Michigan. Denna stängdes dock sedan Greene brutit mot det amerikanska alkoholförbudet.
1930 försökte sig Greene på en comeback och framträdde på Grand Opera House i New York. Framträdandet blev ett fiasko: samtida tidningsreferat vittnar om att Greens röst var mer eller mindre borta. Efter föreställningen hittades Greene därtill död bakom scenen. Han hade fått en hjärtattack.